# Goran Višnjić

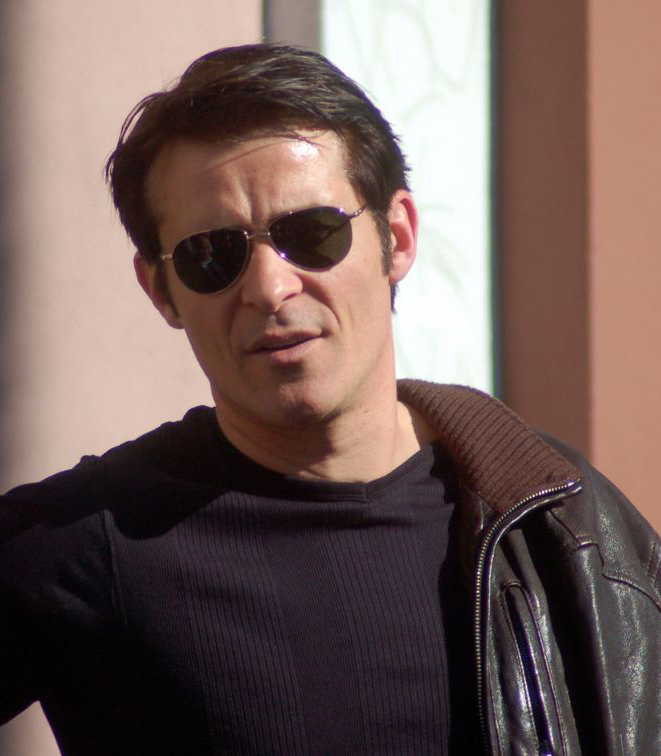
Goran Višnjić (2012)

Goran Višnjić (* 9. September 1972 in Šibenik, SFR Jugoslawien) ist ein kroatischer Schauspieler.

## Leben und Karriere
Goran Višnjić begann bereits im Alter von neun Jahren mit dem Schauspielen, aber erst mit 21 Jahren gelang ihm der Durchbruch anhand eines erfolgreichen Castings zu einer kroatischen Produktion von Shakespeares Hamlet, in der er dann die Rolle des Laertes verkörperte. In den folgenden Jahren gewann er drei Mal die kroatische Auszeichnung zum besten Schauspieler und den Orlando-Preis (der kroatische Tony Award).
Neben kroatisch spricht er auch fließend englisch und französisch.
Seine bekanntesten Rollen sind die des Dr. Luka Kovač in der Fernsehserie Emergency Room – Die Notaufnahme und die des Geliebten von Nicole Kidman in Zauberhafte Schwestern.
Višnjić engagiert sich auch für den Tierschutz. Er ist momentan Mitglied im International Fund for Animal Welfare, der kroatischen Tierschutzgruppe und der Botschafter PETAs in Osteuropa.
Goran Višnjić ist seit 1999 mit der Bildhauerin Eva Višnjić verheiratet. Diese ist Tochter des Regisseurs Antun Vrdoljak und Schwester des Kameramannes Vjekoslav Vrdoljak, mit denen Višnjić zum Beispiel 2004 für das Weltkriegsdrama Duga mračna noć (Die lange dunkle Nacht) um die Massaker von Bleiburg zusammenarbeitete. Das Paar lebt mit seinen Kindern in Los Angeles. 

## Filmografie (Auswahl)

### Filme und Fernsehserien
- 1988: Braća po materi
- 1994: Schrei nach Hilfe (Michele va alla guerra, Fernsehfilm)
- 1995: Maks (Vidimo se, Fernsehfilm)
- 1995: Die Rembrandt-Connection (Night Watch, Fernsehfilm)
- 1997: Projekt: Peacemaker
- 1997: Welcome to Sarajevo
- 1998: Zauberhafte Schwestern (Practical Magic)
- 1998: Rounders
- 1999–2008: Emergency Room – Die Notaufnahme (ER, Fernsehserie, 185 Folgen)
- 2000: Committed – Einmal 7. Himmel und zurück (Committed)
- 2001: The Deep End – Trügerische Stille (The Deep End)
- 2002: Doctor Sleep
- 2002: Ice Age (Sprechrolle) ... als Soto
- 2004: Spartacus (Fernsehfilm)
- 2004: Duga mračna noć (Long Dark Night)
- 2005: Elektra
- 2009: Helen
- 2010: Beginners
- 2010: Leverage (Fernsehserie, Folgen 3x15–3x16)
- 2011–2012: Pan Am (Fernsehserie, 4 Folgen)
- 2011: Verblendung (The Girl with the Dragon Tattoo)
- 2012: K-11
- 2013: Red Widow (Fernsehserie, 8 Folgen)
- 2013: The Counselor
- 2014: Asthma
- 2014: Midnight Sun – Eisbär auf Reisen
- 2014–2015: Extant (Fernsehserie, 16 Folgen)
- 2015: Crossing Lines (Fernsehserie, 12 Folgen)
- 2016–2018: Timeless (Fernsehserie, 27 Folgen)
- 2017: The Tribes of Palos Verdes
- 2019: Santa Clarita Diet (Fernsehserie, 4 Folgen)
- 2019, 2022: This Is Us – Das ist Leben (This Is Us, Fernsehserie, Folgen 3x13, 6x06)
- 2019: General
- 2019: Dollface (Fernsehserie, 4 Folgen)
- 2020: Doctor Who (Fernsehserie, Folge 12x04)
- 2020: The Boys (Fernsehserie, 4 Folgen)
- 2020: Das Wunder von Fatima – Moment der Hoffnung (Fatima)
- 2021: The Accursed
- 2022: Hellraiser – Das Schloss zur Hölle (Hellraiser)
- 2024: Vikings: Valhalla (Folgen 3x05–3x08)

### Musikvideo
- 1998: Madonna – The Power of Good-Bye
- 2007: Unkle – Burn My Shadow